# نظم توليد الطاقة الشمسية

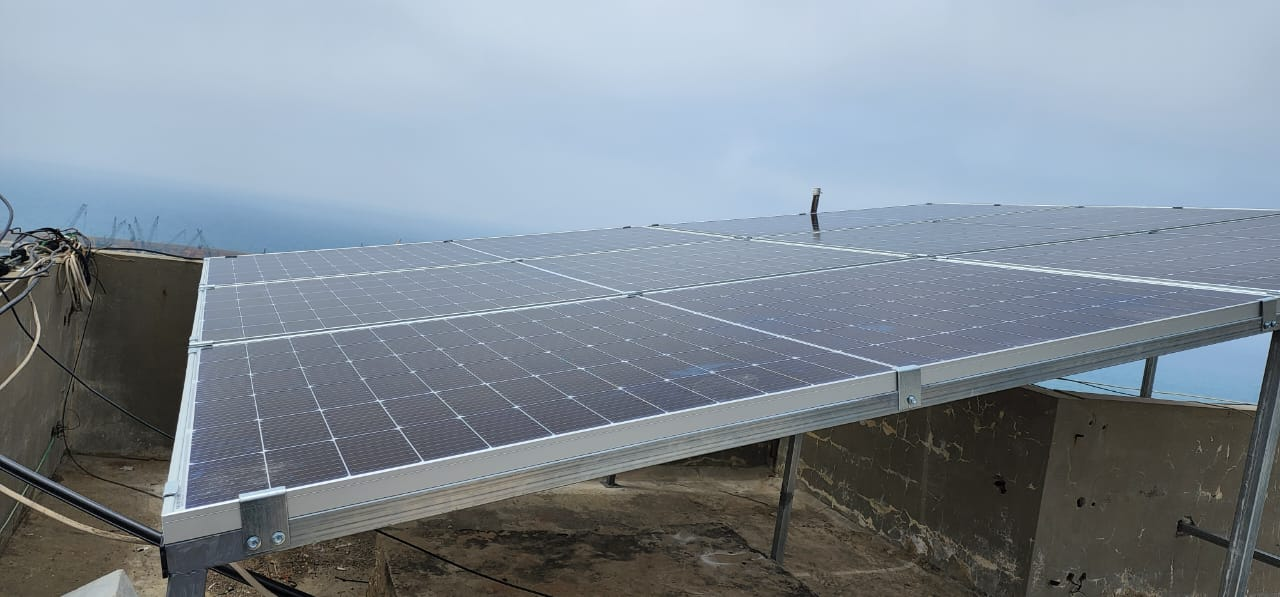
لوح طاقة شمسية

تقع نظم الطاقة الشمسية توليد الطاقة (SEGS) في ولاية كاليفورنيا، مع قدرة مجتمعة من ثلاثة مواقع منفصلة في 354 ميغاواط أي ما يُعادل 474,700 حصان)> تُعتبر هي أكبر منشأة للطاقة الشمسية الحرارية في العالم. وهو يتألف من تسع محطات للطاقة الشمسية في صحراء موهافي في كاليفورنيا، حيث يتم التشميس في أفضل ما هو متاح في الولايات المتحدة ومع القدرة المجمعة من ثلاثة مواقع منفصلة عند 354 ميغاواط ، كانت في يوم من الأيام ثاني أكبر منشأة في العالم لتوليد الطاقة الحرارية الشمسية ، حتى بدء تشغيل منشأة Ivanpah الأكبر في عام 2014. وكانت تتألف من تسعة محطات للطاقة الشمسية في Mojave في كاليفورنيا الصحراء ، حيث يكون التشميس من بين أفضل ما هو متاح في الولايات المتحدة.
تم تحديد موقع SEGS I – II (44 MW) في Daggett (34 ° 51′45 N 116 ° 49′45 W) ؛ تم استبدالها بمزرعة الطاقة الشمسية الكهروضوئية.
تم تركيب SEGS III – VII (150 ميجاوات) عند تقاطع كرامر (35 ° 00′43 شمالاً 117 ° 33′32 غربًا) ؛ تم استبدالهم بمزرعة كهروضوئية شمسية تسمى Resurgence I. [1] [2]
تقع SEGS VIII-IX (160 ميغاواط) في بحيرة هاربر (35 ° 01′55 شمالًا 117 ° 20′50 غربًا). [3] تعمل NextEra Energy Resources وتمتلك جزئيًا المصانع الموجودة في Kramer Junction. في 26 يناير 2018 ، تم بيع SEGS VIII و IX في Harper Lake لشركة الطاقة المتجددة Terra-Gen، LLC.
كان المصنع العاشر (SEGS X ، 80 ميجاوات) قيد الإنشاء وتم التخطيط لـ SEGS XI و SEGS XII بواسطة Luz Industries ، لكن المطور قدم طلبًا للإفلاس في عام 1992 ، لأنه لم يكن قادرًا على تأمين تمويل البناء. [4] تم ترخيص موقع SEGS X فيما بعد لمزرعة الطاقة الشمسية الكهروضوئية ، Lockhart Solar PV II.
تم إنهاء العمل بمعظم المنشآت الحرارية بحلول عام 2021 ، [6] وتم بناء الخلايا الكهروضوئية في نفس المواقع..